# Senatori del Maine
Il Maine è stato ammesso nell'Unione il 15 marzo 1820, al momento della secessione dal Massachusetts. Elegge senatori di classe 1 e 2 e gli attuali senatori sono la repubblicana Susan Collins e l'indipendente Angus King, che vota con i democratici.

## Elenco

### Classe 1
| N.      | Foto    | Senatore                 | Partito                                       | Carica           | Carica           | Congresso                                                                | Mandati | Elezioni                                                                               |
| N.      | Foto    | Senatore                 | Partito                                       | Inizio           | Termine          | Congresso                                                                | Mandati | Elezioni                                                                               |
| ------- | ------- | ------------------------ | --------------------------------------------- | ---------------- | ---------------- | ------------------------------------------------------------------------ | ------- | -------------------------------------------------------------------------------------- |
| 1       |         | John Holmes              | Democratico-Repubblicano poi Anti-Jacksoniano | 13 giugno 1820   | 3 marzo 1827     | 16 · 17 · 18 · 19                                                        | 2       | 1820 · 1821                                                                            |
| 2       |         | Albion Parris            | Jacksoniano                                   | 4 marzo 1829     | 26 agosto 1828   | 20                                                                       | 1⁄2     | 1827 Dimessosi                                                                         |
| Vacante | Vacante | Vacante                  | Vacante                                       | 26 agosto 1829   | 15 gennaio 1829  | 20                                                                       |         |                                                                                        |
| 3       |         | John Holmes              | Anti-Jacksoniano                              | 15 gennaio 1829  | 3 marzo 1833     | 21 · 22                                                                  | 1⁄2     | Eletto per terminare il mandato di Parris Non ricandidatosi                            |
| 4       |         | Ether Shepley            | Jacksoniano                                   | 3 marzo 1836     | 4 marzo 1833     | 23 · 24                                                                  | 1⁄2     | 1833 Dimessosi                                                                         |
| 5       |         | Judah Dana               | Jacksoniano                                   | 4 marzo 1836     | 3 marzo 1837     | 24                                                                       | 1⁄2     | Nominato per continuare il mandato Perse l'elezione                                    |
| 6       |         | Reuel Williams           | Democratico                                   | 4 marzo 1837     | 15 febbraio 1843 | 25 · 26 · 27                                                             | 1⁄2     | Eletto per terminare il mandato di Parris · 1843 Dimessosi                             |
| Vacante | Vacante | Vacante                  | Vacante                                       | 15 febbraio 1843 | 4 dicembre 1843  | 27 · 28                                                                  |         |                                                                                        |
| 7       |         | John Fairfield           | Democratico                                   | 4 dicembre 1843  | 24 dicembre 1847 | 28 · 29 · 30                                                             | 1⁄2     | Eletto per terminare il mandato di Williams · 1844 Deceduto                            |
| Vacante | Vacante | Vacante                  | Vacante                                       | 24 dicembre 1848 | 5 gennaio 1848   | 30                                                                       |         |                                                                                        |
| 8       |         | Wyman B. S. Moor         | Democratico                                   | 5 gennaio 1848   | 7 giugno 1848    | 30                                                                       | 1⁄2     | Nominato per continuare il mandato                                                     |
| 9       |         | Hannibal Hamlin          | Democratico                                   | 8 giugno 1848    | 7 gennaio 1857   | 30 · 31 · 32 · 33 · 34                                                   | 1 1⁄2   | Eletto per terminare il mandato di Fairfield · 1851 Dimessosi per divenire Governatore |
| Vacante | Vacante | Vacante                  | Vacante                                       | 7 gennaio 1857   | 16 gennaio 1857  | 34                                                                       |         |                                                                                        |
| 10      |         | Amos Nourse              | Repubblicano                                  | 16 gennaio 1857  | 3 marzo 1857     | 34                                                                       | 1⁄2     | Eletto per terminare il mandato di Hamlin                                              |
| 11      |         | Hannibal Hamlin          | Repubblicano                                  | 4 marzo 1857     | 17 gennaio 1861  | 35 · 36                                                                  | 1⁄2     | 1857 Dimessosi per diventare Vicepresidente                                            |
| 12      |         | Lot M. Morrill           | Repubblicano                                  | 17 gennaio 1861  | 3 marzo 1869     | 36 · 37 · 38 · 39 · 40                                                   | 1 1⁄2   | Eletto per terminare il mandato di Hamlin · 1863 Perse la rielezione                   |
| 13      |         | Hannibal Hamlin          | Repubblicano                                  | 4 marzo 1869     | 3 marzo 1881     | 41 · 42 · 43 · 44 · 45 · 46                                              | 2       | 1869 · 1875 Non ricandidatosi                                                          |
| 14      |         | Eugene Hale              | Repubblicano                                  | 4 marzo 1881     | 3 marzo 1911     | 47 · 48 · 49 · 50 · 51 · 52 · 53 · 54 · 55 · 56 · 57 · 58 · 59 · 60 · 61 | 5       | 1881 · 1887 · 1893 · 1899 · 1905 Non ricandidatosi                                     |
| 15      |         | Charles Fletcher Johnson | Democratico                                   | 4 marzo 1911     | 3 marzo 1917     | 62 · 63 · 64                                                             | 1       | 1911 Perse la rielezione                                                               |
| 16      |         | Frederick Hale           | Repubblicano                                  | 4 marzo 1917     | 3 gennaio 1941   | 65 · 66 · 67 · 68 · 69 · 70 · 71 · 72 · 73 · 74 · 75 · 76                | 4       | 1916 · 1922 · 1928 · 1934 Non ricandidatosi                                            |
| 17      |         | Ralph Brewster           | Repubblicano                                  | 3 gennaio 1941   | 31 dicembre 1952 | 77 · 78 · 79 · 80 · 81 · 82                                              | 2       | 1940 · 1946 Dimessosi in anticipo                                                      |
| Vacante | Vacante | Vacante                  | Vacante                                       | 31 dicembre 1952 | 3 gennaio 1953   | 82                                                                       |         |                                                                                        |
| 18      |         | Frederick G. Payne       | Repubblicano                                  | 3 gennaio 1953   | 3 gennaio 1959   | 83 · 84 · 85                                                             | 1       | 1952 Perse la rielezione                                                               |
| 19      |         | Edmund Muskie            | Democratico                                   | 3 gennaio 1959   | 7 maggio 1980    | 86 · 87 · 88 · 89 · 90 · 91 · 92 · 93 · 94 · 95 · 96                     | 3 1⁄2   | 1958 · 1964 · 1970 · 1976 Dimessosi per diventare Segretario di Stato                  |
| Vacante | Vacante | Vacante                  | Vacante                                       | 7 maggio 1980    | 19 maggio 1980   | 96                                                                       |         |                                                                                        |
| 20      |         | George J. Mitchell       | Democratico                                   | 19 maggio 1980   | 3 gennaio 1995   | 96 · 97 · 98 · 99 · 100 · 101 · 102 · 103                                | 2 1⁄2   | Eletto per terminare il mandato di Muskie · 1982 · 1988 Non ricandidatosi              |
| 21      |         | Olympia Snowe            | Repubblicano                                  | 3 gennaio 1995   | 3 gennaio 2013   | 104 · 105 · 106 · 107 · 108 · 109 · 110 · 111 · 112                      | 3       | 1994 · 2000 · 2006 Non ricandidatasi                                                   |
| 22      |         | Angus King               | Indipendente                                  | 3 gennaio 2013   | in carica        | 113 · 114 · 115 · 116 · 117 · 118 · 119 · 120 · 121                      | 3       | 2012 · 2018 · 2024                                                                     |

### Classe 2
| N.      | Foto    | Senatore              | Partito                                  | Carica            | Carica            | Congresso                                                                               | Mandati               | Elezioni                                                                                        |
| N.      | Foto    | Senatore              | Partito                                  | Inizio            | Termine           | Congresso                                                                               | Mandati               | Elezioni                                                                                        |
| ------- | ------- | --------------------- | ---------------------------------------- | ----------------- | ----------------- | --------------------------------------------------------------------------------------- | --------------------- | ----------------------------------------------------------------------------------------------- |
| 1       |         | John Chandler         | Democratico-Repubblicano poi Jacksoniano | 14 giugno 1820    | 3 marzo 1829      | 16 · 17 · 18 · 19 · 20                                                                  | 2                     | 1820 · 1823 Non ricandidatosi                                                                   |
| 2       |         | Peleg Sprague         | Anti-Jacksoniano                         | 4 marzo 1829      | 1 gennaio 1835    | 21 · 22 · 23                                                                            | 1                     | 1829 Dimessosi                                                                                  |
| Vacante | Vacante | Vacante               | Vacante                                  | 1 gennaio 1835    | 20 gennaio 1835   |                                                                                         |                       |                                                                                                 |
| 3       |         | John Ruggles          | Jacksoniano poi Democratico              | 20 gennaio 1835   | 3 marzo 1841      | 23 · 24 · 25 · 26                                                                       | 1 1⁄2                 | Nominato avendo già vinto l'elezione · 1835 Perse la rielezione                                 |
| 4       |         | George Evans          | Whig                                     | 4 marzo 1841      | 3 marzo 1847      | 27 · 28 · 29                                                                            | 1                     | 1840 Perse la rielezione                                                                        |
| 5       |         | James W. Bradbury     | Democratico                              | 4 marzo 1847      | 3 marzo 1853      | 30 · 31 · 32                                                                            | 1                     | 1846 Non ricandidatosi                                                                          |
| Vacante | Vacante | Vacante               | Vacante                                  | 4 marzo 1853      | 10 febbraio 1854  | 33                                                                                      | Elezione non riuscita | Elezione non riuscita                                                                           |
| 6       |         | William P. Fessenden  | Whig poi Repubblicano                    | 10 febbraio 1854  | 1 luglio 1864     | 33 · 34 · 35 · 36 · 37 · 38                                                             | 1 1⁄2                 | 1854 · 1859 Dimessosi per diventare Segretario al tesoro                                        |
| Vacante | Vacante | Vacante               | Vacante                                  | 1 luglio 1864     | 27 ottobre 1864   | 38                                                                                      |                       |                                                                                                 |
| 7       |         | Nathan A. Farwell     | Repubblicano                             | 27 ottobre 1864   | 3 marzo 1865      | 38                                                                                      | 1⁄2                   | Eletto per terminare il mandato di Fessenden Non ricandidaatosi                                 |
| 8       |         | William P. Fessenden  | Repubblicano                             | 4 marzo 1865      | 8 settembre 1869  | 39 · 40 · 41                                                                            | 1⁄2                   | 1865 Deceduto                                                                                   |
| Vacante | Vacante | Vacante               | Vacante                                  | 8 settembre 1869  | 30 ottobre 1869   | 41                                                                                      |                       |                                                                                                 |
| 9       |         | Lot M. Morrill        | Repubblicano                             | 30 ottobre 1869   | 7 luglio 1876     | 41 · 42 · 43 · 44                                                                       | 1 1⁄2                 | Eletto per terminare il mandato di Fessenden · 1871 Dimessosi per divenire Segretario al tesoro |
| Vacante | Vacante | Vacante               | Vacante                                  | 7 luglio 1876     | 10 luglio 1876    | 44                                                                                      |                       |                                                                                                 |
| 10      |         | James G. Blaine       | Repubblicano                             | 10 luglio 1876    | 5 marzo 1881      | 44 · 45 · 46 · 47                                                                       | 1⁄2                   | Eletto per terminare il mandato di Morrill · 1877 Dimessosi per diventare Segretario di Stato   |
| Vacante | Vacante | Vacante               | Vacante                                  | 5 marzo 1881      | 18 marzo 1881     | 47                                                                                      |                       |                                                                                                 |
| 11      |         | William P. Frye       | Repubblicano                             | 18 marzo 1881     | 8 agosto 1911     | 47 · 48 · 49 · 50 · 51 · 52 · 53 · 54 · 55 · 56 · 57 · 58 · 59 · 60 · 61 · 62           | 4 1⁄2                 | Eletto per terminare il mandato di Blaine · 1883 · 1889 · 1895 · 1901 · 1907 Deceduto           |
| Vacante | Vacante | Vacante               | Vacante                                  | 8 agosto 1911     | 23 settembre 1911 | 62                                                                                      |                       |                                                                                                 |
| 12      |         | Obadiah Gardner       | Democratico                              | 23 settembre 1911 | 3 marzo 1913      | 62                                                                                      | 1⁄2                   | Eletto per terminare il mandato di Frye Perse la rielezione                                     |
| 13      |         | Edwin C. Burleigh     | Repubblicano                             | 4 marzo 1913      | 16 giugno 1916    | 63 · 64                                                                                 | 1⁄2                   | 1913 Deceduto                                                                                   |
| Vacante | Vacante | Vacante               | Vacante                                  | 16 giugno 1916    | 12 settembre 1916 | 64                                                                                      |                       |                                                                                                 |
| 14      |         | Bert M. Fernald       | Repubblicano                             | 12 settembre 1916 | 23 agosto 1926    | 64 · 65 · 66 · 67 · 68 · 69                                                             | 1 1⁄2                 | Eletto per terminare il mandato di Burleigh · 1918 · 1924 Deceduto                              |
| Vacante | Vacante | Vacante               | Vacante                                  | 23 agosto 1926    | 30 novembre 1926  | 69                                                                                      |                       |                                                                                                 |
| 15      |         | Arthur R. Gould       | Repubblicano                             | 30 novembre 1926  | 3 marzo 1931      | 69 · 70 · 71                                                                            | 1⁄2                   | Eletto per terminare il mandato di Fernald Non ricandidatosi                                    |
| 16      |         | Wallace H. White, Jr. | Repubblicano                             | 4 marzo 1931      | 3 gennaio 1949    | 72 · 73 · 74 · 75 · 76 · 77 · 78 · 79 · 80                                              | 3                     | 1930 · 1936 · 1942 Non ricandidatosi                                                            |
| 17      |         | Margaret Chase Smith  | Repubblicano                             | 3 gennaio 1949    | 3 gennaio 1973    | 81 · 82 · 83 · 84 · 85 · 86 · 87 · 88 · 89 · 90 · 91 · 92                               | 4                     | 1948 · 1954 · 1960 · 1966 Perse la rielezione                                                   |
| 18      |         | William Hathaway      | Democratico                              | 3 gennaio 1973    | 3 gennaio 1979    | 93 · 94 · 95                                                                            | 1                     | 1972 Perse la rielezione                                                                        |
| 19      |         | William Cohen         | Repubblicano                             | 3 gennaio 1979    | 3 gennaio 1997    | 96 · 97 · 98 · 99 · 100 · 101 · 102 · 103 · 104                                         | 3                     | 1978 · 1984 · 1990 Non ricandidatosi                                                            |
| 20      |         | Susan Collins         | Repubblicano                             | 3 gennaio 1997    | In carica         | 105 · 106 · 107 · 108 · 109 · 110 · 111 · 112 · 113 · 114 · 115 · 116 · 117 · 118 · 119 | 5                     | 1996 · 2002 · 2008 · 2014 · 2020                                                                |